# Jens Stage
Jens Stage (Aarhus, 8 novembre 1996) è un calciatore danese, centrocampista del Werder Brema.

## Caratteristiche tecniche
È un esterno destro.

## Carriera

### Club
Cresciuto nel settore giovanile del Brabrand, nel gennaio 2016 viene acquistato dall'Aarhus.
Ha esordito in prima squadra l'8 maggio 2016 in occasione dell'incontro di Superligaen pareggiato 1-1 contro l'Midtjylland.

### Nazionale
Il 15 novembre 2021 esordisce in nazionale maggiore nella sconfitta per 2-0 in casa della Scozia.

## Statistiche

### Presenze e reti nei club
Statistiche aggiornate al 5 ottobre 2018.
| Stagione        | Squadra         | Campionato      | Campionato | Campionato | Coppe nazionali | Coppe nazionali | Coppe nazionali | Coppe continentali | Coppe continentali | Coppe continentali | Altre coppe | Altre coppe | Altre coppe | Totale | Totale | Totale |
| Stagione        | Squadra         | Comp            | Pres       | Reti       | Comp            | Pres            | Reti            | Comp               | Pres               | Reti               | Comp        | Pres        | Reti        | Pres   | Reti   |        |
| --------------- | --------------- | --------------- | ---------- | ---------- | --------------- | --------------- | --------------- | ------------------ | ------------------ | ------------------ | ----------- | ----------- | ----------- | ------ | ------ | ------ |
| gen.-giu. 2016  | Aarhus          | SL              | 6          | 0          | CD              | 0               | 0               |                    | -                  | -                  |             | -           | -           | 6      | 0      |        |
| 2016-2017       | Aarhus          | SL              | 16+4       | 1+0        | CD              | 0               | 0               |                    | -                  | -                  |             | -           | -           | 16     | 1      |        |
| 2017-2018       | Aarhus          | SL              | 27         | 4          | CD              | 0               | 0               |                    | -                  | -                  |             | -           | -           | 27     | 4      |        |
| 2018-2019       | Aarhus          | SL              | 11         | 2          | CD              | 0               | 0               |                    | -                  | -                  |             | -           | -           | 11     | 2      |        |
| Totale carriera | Totale carriera | Totale carriera | 64         | 7          |                 | 2               | 0               |                    | -                  | -                  |             | -           | -           | 66     | 7      |        |

## Palmarès

### Club

#### Competizioni nazionali
- Campionato danese: 1

Copenhagen: 2021-2022